# دستگاه سنجش نیل

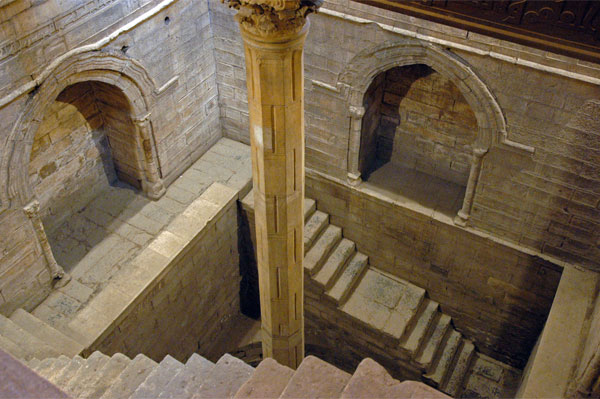
محور شفت دستگاه سنجش نیل (نیلومتر) در جزیره الروضه، قاهره

دستگاه سنجش نیل (عربی: مقياس النيل بالروضة) در انتهای جنوبی جزیره الروضه در قاهره، مصر واقع شده‌است. برای اندازه‌گیری سیل نیل مورد استفاده قرار می‌گرفت، بر اساس آن مالیات‌ها در سال آینده کشاورزی تعیین می‌شد. مقیاس نیل در الروضه یکی از سازه‌های عباسیان بشمار می‌آید. از زمان‌های قدیم، مصری‌ها ساخت اندازه سنجها را در سرتاسر کشور برای شناختن افزایش ارتفاع نیل به دلیل رابطه تنگاتنگ آن با آبیاری زمین و کسب مالیات یا بودجه دولتی می‌دانسته‌اند.

## مراحل کار
مراحل کار از سازماندهی و زمانبندی دقیقی برخوردار بوده‌است و همچنین از آغاز حفاری و تونل متصل به آن، تا زمانی که کار به‌طور کامل به انجام رسید در مراحل ساخت و ساز به خوبی به پایان رسید از جمله دیوارها و تونل‌ها و ستونی که در مرکز چاه قرار داده شد به‌طور کامل انجام شد. حفره‌ای که برای ساخت چاه حفر شد، مربعی بود که هر ضلع آن، حداقل ده متر از هر طرف و حداقل ارتفاع آن ۱۲ متر بود که آن نیاز به حداقل ۱۲۰۰ متر مکعب خاکبرداری و گل و لای داشت تا به آن عمق برسد.

## مشخصات
- ستون سنگ مرمر با یک تاج هشت ضلعی توسط یک تاج رومی به طول ۱۹ ذرع که روی آن علائم اندازه‌گیری حفر شده‌است.
- در وسط چاه یک ستون مربع وجود دارد که با سنگهای تراشیده کیفی در آن بکار رفته و بر صخامت آن به میزانی که در عمق بیشتری می‌رود بیشتر می‌شود. با این توجه چاه از سه لایه ساخته شده بود: پایینی به شکل یک دایره، که در بالای آن لایه دوم به شکل مربع که هر ضلع آن بزرگتر از قطر دایره است، و مربع بالایی که لایه آخر است ضلعش بزرگتر از مربع وسطی است. لازم است ذکر شود که افزایش ضخامت دیوارها نشان می‌دهد که مسلمانان از تئوری مهندسی افزایش فشار افقی خاک به نسبت عمق بیشتر به پایین آگاه بودند.

## اثر باستانی
بر روی نقاشی‌ها و نوشته‌های باستانی موجود در این دستگاه:
- در قسمتهای شمالی و شرقی، کتیبه‌های باستانی به خط کوفی هستند.
- در قسمت‌های جنوبی و غربی، کتیبه‌هایی مربوط به دوران احمد بن طلون در ۲۵۹ هجری قمری وجود دارد.

این دستگاه در سال ۲۴۷هجری/۸۶۱ میلادی به دستور خلیفه عباسی المتوکل العباسی تمدید شد.

## تاریخچه
این دستگاه یکی از سازه‌های معماری است قابل اعتماد در تمدن مصر است که از آن برای اندازه‌گیری سطح آب در رود نیل ساخته شد. پیش از تسلط مسلمانان دستگاه سنجشی برای نیل در کنار قلعه بابل بود. اما نخستین دستگاه سنجش کار در دوره اسلامی همان بود که در جزیره الروضه اسامه بن زید که کارگزار مالیاتی از طرف ولید بن عبدالمالک در سال ۱۹۶ هجری قمری (۷۱۵ میلادی) برپا نمود و یک بار دیگر در سال بعدیش در عهد خلافت سلیمان بن عبدالمالک راه‌اندازی شد.

## نگارخانه

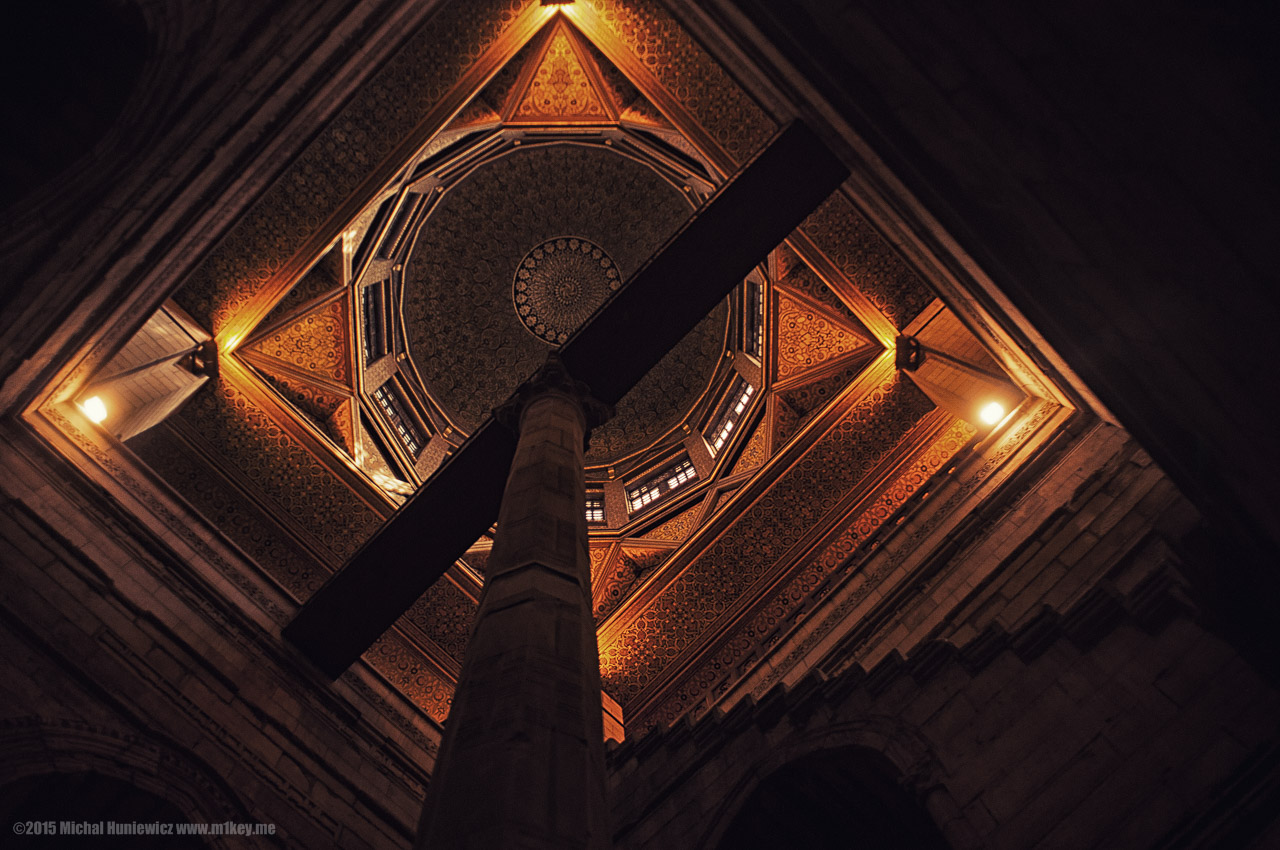
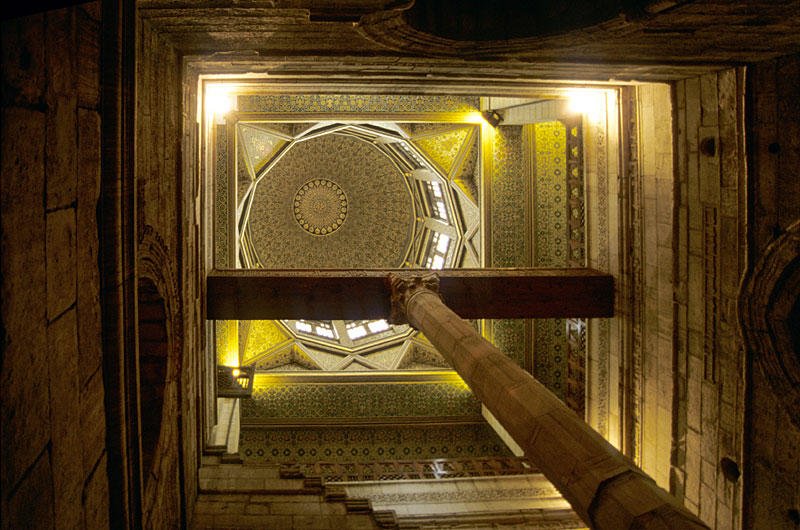
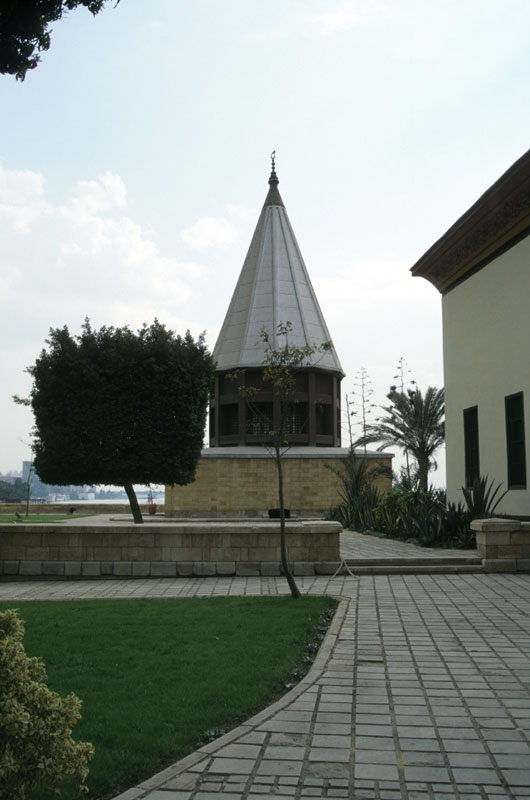
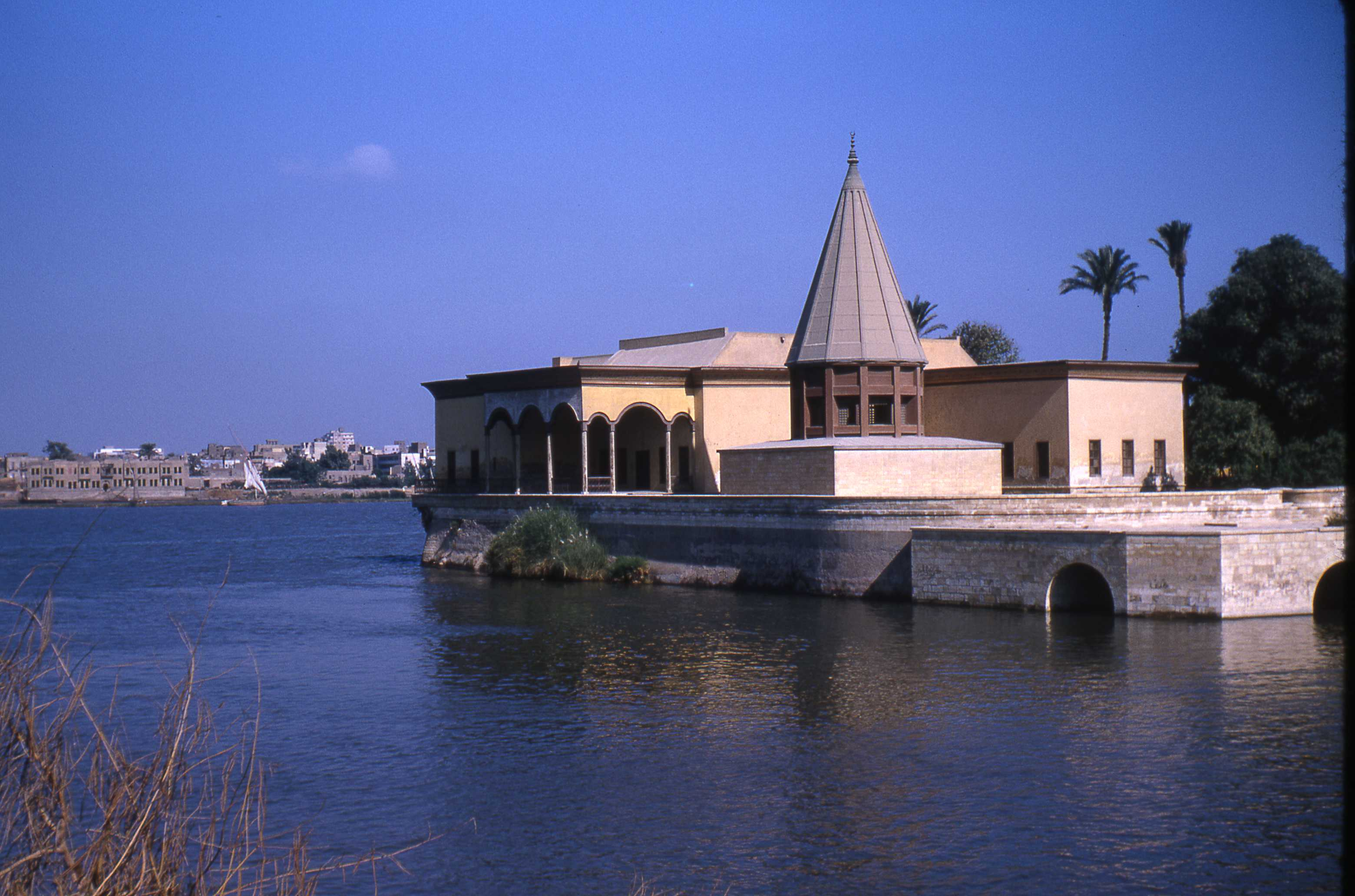
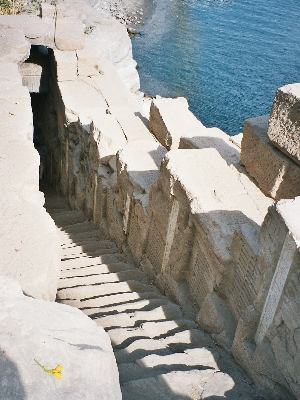
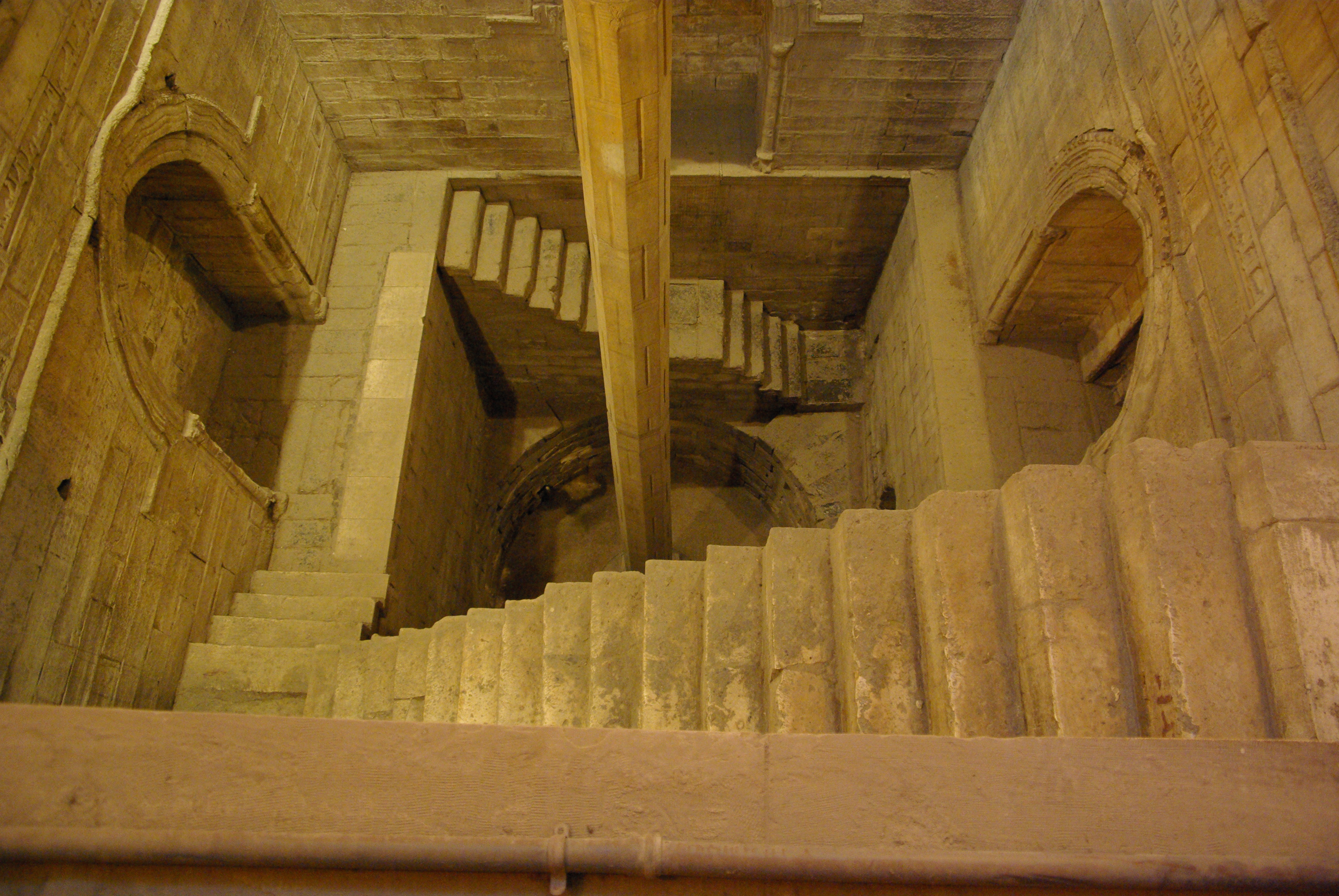